# Aspect itératif
L’aspect itératif indique la répétition d'un procès. Il s'oppose au semelfactif, qui dénote une action ponctuelle, qui ne se produit qu'une fois.
Dans son acception la plus courante, il est marqué par des éléments extérieurs au syntagme verbal du type chaque jour, toutes les semaines... Cet aspect ne peut se retrouver qu'avec certains temps comme le présent de l'indicatif (« Tous les jours je vais à l'école ») ou au passé avec l'imparfait (« Tous les jours j'allais à l'école »).
Dans le cas de l'imparfait, on parle dès lors d'imparfait d'habitude ou imparfait itératif, cette nouvelle valeur prenant le pas sur la valeur sécante de ce temps. Ainsi on peut dire : Tous les jours, jusqu'à midi, j'allais à l'école ce qui est impossible dans un contexte différent étant donné la valeur non sécante qu'induit la borne temporelle finale jusqu'à midi, incompatible avec la valeur sécante inhérente à l'imparfait.

## Aspect fréquentatif, duplicatif, multiplicatif, valeur itérative
Pour certains grammairiens, l'itération n'est qu'une valeur que peuvent prendre certains verbes conjugués à certains temps. C'est le cas de l'imparfait itératif, mais aussi, par exemple, du passé composé (ici dans un contexte où longtemps signifie « souvent » et non « pendant une grande longueur de temps »[réf. nécessaire], du fait que la longueur de l'action est sentie comme incompatible avec le passé composé) :
Longtemps, je me suis couché de bonne heure. (Marcel Proust)
Pour Marc Wilmet, les aspects marquant une répétition de l'action sont les aspects fréquentatif, duplicatif, multiplicatif (qui ne sont pas du tout des synonymes d'itératif). On peut en déduire que l'itératif ne serait qu'une valeur liée au temps utilisé (comme ci-dessus).
- L'aspect fréquentatif est un aspect adverbial. L'adverbe (ou le complément circonstanciel) indique le nombre de fois que se réalise le procès : souvent, jamais, toujours, une, deux, trois fois, ainsi que ne... pas, qui indique, à l'instar de jamais, une « fréquence zéro »[1].
- Les aspects duplicatifs et multiplicatifs sont des aspects formels, liés aux affixes :
  - [1]« le préfixe re- a une fonction duplicative intermittente : refaire ou redire bissent le procès α-ω, mais remplir, rentrer ou revenir [...] sont les quasi doublet d'emplir, entrer ou de venir, empreints d'une vague idée de succession : remplir = “combler un vide”, rentrer, revenir = “entrer/venir après être sorti/parti de chez soi”. »
  - « les infixes -aill- (p. ex. crier/criailler), -ass- (p. ex. rêver/rêvasser), -el- (p. ex. craquer/craqueler), [...] -ill- (fendiller), -in- (pleuviner), -nich- (pleurnicher), -och- (bavocher), -onn- (chantonner), -ot- (clignoter), -ouill- (mâchouiller) répètent le procès α-ω. Cet aspect multiplicatif n'est pas sans rappeler le pluriel interne. »